# Sigfrid Öberg
Sigfrid Emil Öberg (Stoccolma, 22 febbraio 1907 – Stoccolma, 2 aprile 1949) è stato un hockeista su ghiaccio svedese.

## Palmarès

### Olimpiadi invernali
- Argento a Sankt Moritz 1928 nell'hockey su ghiaccio.